# Tấn công bất ngờ
Tấn công bất ngờ là một cuộc tấn công nhanh chóng dựa vào tốc độ và yếu tố bất ngờ để hoàn thành mục tiêu trong một đòn duy nhất.
Bộ Quốc phòng Hoa Kỳ định nghĩa đó là "Một hoạt động tấn công tận dụng sự ngạc nhiên và thực hiện phối hợp cùng lúc hoạt động hỗ trợ chiến đấu để đạt được thành công từ việc tấn công nhanh chóng."